# Саад, Наташа
Наташа Саа́д (дат. Natasja Saad; 31 октября 1974, Копенгаген, Дания — 24 июля 2007, Спаниш-Таун, Ямайка) — датская певица и рэперша.

## Биография
Наташа Саад родилась 31 октября 1974 года в Копенгагене (Дания). Её отец — суданец, а мать, Кирстин Саад, — датский фотограф.
Наташа начала карьеру певицы в конце 1980-х годов. Выпустила 3 сольных альбома: «Release Album» (2005), «I Danmark er jeg Født (In Denmark I am Born)» (2007) и «Shooting Star» (2008, вышел посмертно). Некоторое время выступала вместе с Куин Латифой. В 1998 году в попытках стать профессиональным жокеем и обучаясь этому Наташа упала с лошади и получила серьёзные травмы, из-за этого её карьера на некоторое время приостановилась.
Погибла в автокатастрофе, произошедшей 24 июля 2007 года в Спаниш-Тауне (Ямайка), не дожив четыре месяца до своего 33-летия. Ещё несколько людей, находившихся тогда в автомобиле, в том числе певица Карен Мукупа, остались живы. Наташа Саад была похоронена на кладбище Ассистенс.

## Дискография
- 2005 — «Release Album»
- 2007 — «I Danmark er jeg Født (In Denmark I am Born)»
- 2008 — «Shooting Star»